# Duguetia ruboides
Duguetia ruboides är en kirimojaväxtart som beskrevs av Paulus Johannes Maria Maas och He. Duguetia ruboides ingår i släktet Duguetia och familjen kirimojaväxter. Inga underarter finns listade i Catalogue of Life.